# Oregon National Guard

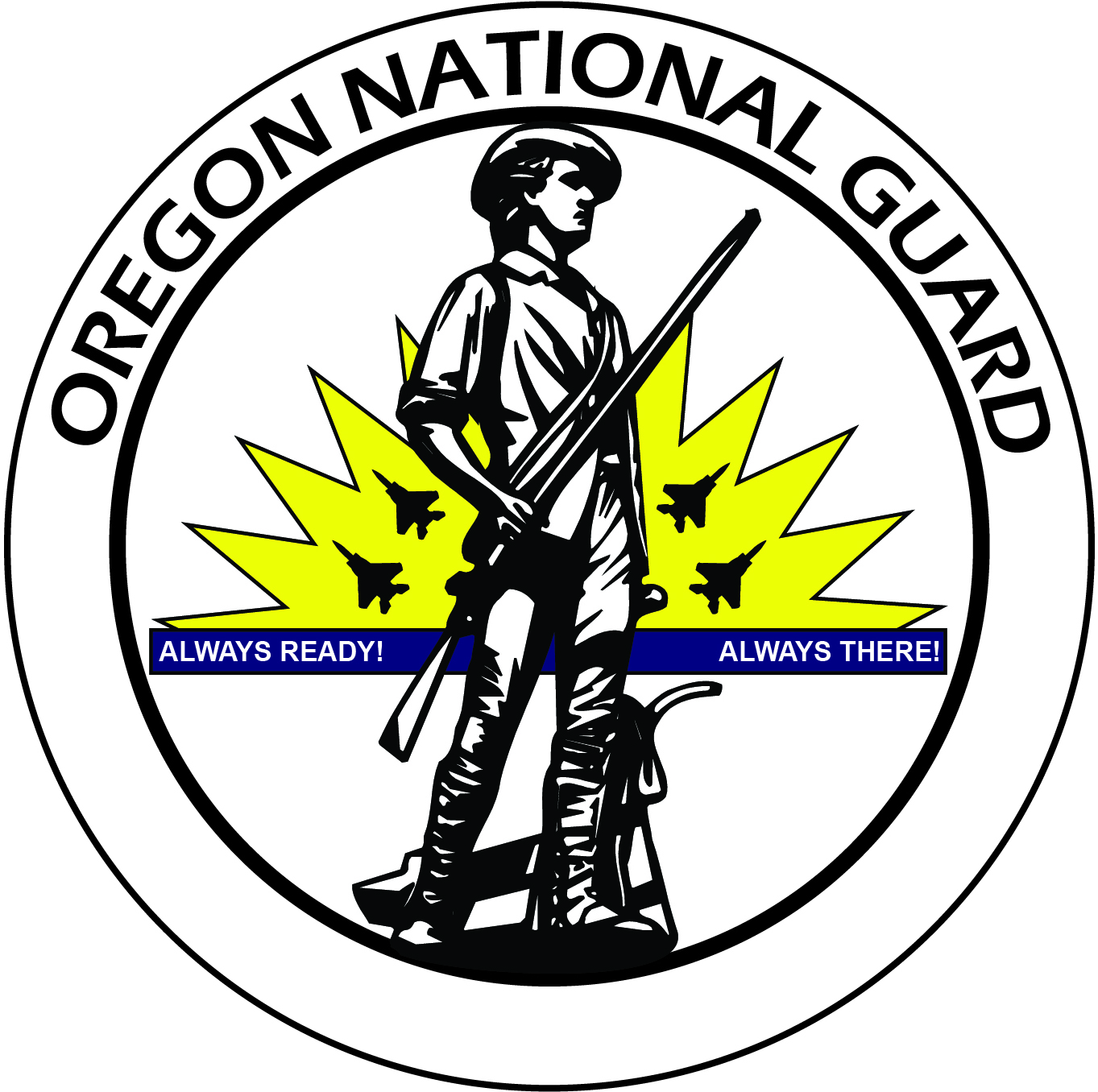
Logo der Oregon National Guard

Die Oregon National Guard (ORNG) des Oregon Military Department des US-Bundesstaates Oregon ist Teil der im Jahr 1903 aufgestellten Nationalgarde der Vereinigten Staaten (akronymisiert USNG) und somit auch Teil der zweiten Ebene der militärischen Reserve der Streitkräfte der Vereinigten Staaten.

## Organisation
Die Mitglieder der Nationalgarde sind freiwillig Dienst leistende Milizsoldaten, die dem Gouverneur von Oregon (aktuell, 2023, Tina Kotek) unterstehen. Bei Einsätzen auf Bundesebene ist der Präsident der Vereinigten Staaten Commander-in-Chief. Adjutant General of Oregon ist Major General Michael E. Stencel. Die Nationalgardeeinheiten des Staates werden auf Bundesebene vom National Guard Bureau (Arlington, VA) unter General Steven Nordhaus koordiniert.
Die Oregon National Guard wurde 1843 als Milizverband des damaligen Oregon Territory gegründet. Am 14. Februar 1859 wurde Oregon als 33. Staat in die Union aufgenommen. Die Nationalgarden der Bundesstaaten sind seit 1903 bundesgesetzlich und institutionell eng mit der regulären Armee und Luftwaffe verbunden, so dass (unter bestimmten Umständen mit Einverständnis des Kongresses) die Bundesebene auf sie zurückgreifen kann. Oregon unterhält zurzeit keine Staatsgarde.
Die Oregon National Guard besteht aus den beiden Teilstreitkraftgattungen des Heeres und der Luftstreitkräfte, namentlich der Army National Guard und der Air National Guard. Die Oregon Army National Guard hatte 2017 eine Stärke von 5660 Personen, die Oregon Air National Guard eine von 2190, was eine Personalstärke von gesamt 7850 ergibt.

## Wichtige Einheiten und Kommandos
- Joint Forces Headquarters in Salem

### Army National Guard
- Land Component Command und General Staff, Salem, Oregon
- Headquarters und Headquarters Detachment (HHD) Salem, Oregon
- Recruiting und Retention Command, Salem, Oregon
- Medical Command, Salem, Oregon
- Regional Training Institute (RTI), Umatilla und Monmouth, Oregon
- Oregon Training Command, Warrenton, Adair, Biak und Umatilla
- 41st Infantry Brigade Combat Team vormals 41st Infantry Division in Camp Withycombe, in Clackamas, Oregon.
  - 2nd Battalion, 162nd Infantry Regiment
  - 1st Battalion, 186th Infantry Regiment
  - 1st Battalion, 200th Infantry Regiment (New Mexico Army National Guard, Las Cruces)
  - 1st Squadron, 303rd Cavalry Regiment, Hauptquartier in Washington
  - 2nd Battalion, 218th Field Artillery Regiment
  - 741st Brigade Engineer Battalion
  - 141st Brigade Support Battalion
- 82nd Troop Command Brigade, Clackamas, Oregon
  - HHD 82 Troop Command Brigade, Clackamas, Oregon
  - 82 Tactical Support Detachment, Clackamas, Oregon
  - 821 Troop Command Battalion, Salem, Oregon
- 2-641 Aviation 641st Aviation Regiment, Salem, Oregon
- 1249 Engineer Battalion, Salem, Oregon
  - Headquarters und Headquarters Company (HHC) 1249 Engineers
  - A Forward Support Company (FSC) 1249 Engineer
  - 224 Engineers (-) (Construction)
  - 442 Engineers (Construction)
- 3-116 Cavalry, La Grande, Oregon
- 1-82 Cavalry, Bend, Oregon

### Oregon Air National Guard
- Air Component Command und General Staff, Salem, Oregon
- 173rd Fighter Wing in Klamath Falls, Oregon
  - 173d Operations Group
  - 114th Fighter Squadron
  - 270th Air Traffic Control Squadron
  - 173d Maintenance Group
  - 173d Mission Support Group
  - 173d Medical Group
- 142nd Fighter Wing in Portland
  - 142nd Operations Group
  - 116th Air Control Squadron, Camp Rilea AFTC, Warrenton
  - 123rd Fighter Squadron
  - 125th Special Tactics Squadron
  - 123rd Weather Flight
  - 142nd Maintenance Group
  - 142nd Mission Support Group
  - 142nd Medical Group